# Alexia.fr
Alexia.fr (typographies commerciales : Alexia ou Alexia.fr) est un comparateur d’avocats en ligne édité depuis 2012 par la société Jurisystem, agence web créée en 2007 et spécialisée dans le domaine juridique.
L'objet principal du site (comparer des avocats) a fait l'objet d'un conflit juridique entre la société Jurisystem et le Conseil national des barreaux (CNB), qui a amené la société Jurisystem à préciser les critères de comparaison, de manière plus transparente, et à lever certaines ambiguïtés (comme le nom de domaine utilisé initialement, Avocat.net, qu'elle a du rétrocéder au CNB).

## Histoire
Alexia.fr a été créé en 2012 par Benoît Chancerel via la société Jurisystem,, sous le nom Avocat.net.
Craignant que la comparaison d’avocats porte atteinte à l'intérêt collectif de la professions, le Conseil national des barreaux assigne dès 2012 la société Jurisystem pour lui interdire de comparer et de noter les avocats. 
Le 30 janvier 2015, Jurisystem est condamnée par le tribunal de grande instance de Paris à procéder à la radiation du nom de domaine Avocat.net. Les juges de première instance ont jugé que cette dénomination, sans adjonction d’autres termes, était de nature à laisser penser à l’internaute que le site était exploité par des avocats,. Avocat.net change de nom et devient Alexia.fr. Le 18 décembre 2015, la cour d’appel de Paris confirme le jugement de première instance,. Les juges d’appel reconnaissent l’opposabilité de la déontologie de l’avocat aux tiers et condamnent aussi le système de notation des avocats par les internautes. Ils interdisent aussi à Jurisystem de référencer sur son site des personnes qui ne sont pas avocats.
Toutefois, le 11 mai 2017, la Cour de cassation casse partiellement le raisonnement des juges du fond en ce que « les tiers ne sont pas tenus par les règles déontologiques de cette profession, et qu'il leur appartient seulement, dans leurs activités propres, de délivrer au consommateur une information loyale, claire et transparente ». 
Le 7 décembre 2018, la cour d'appel de Versailles, statuant sur renvoi, condamne la société à verser 1 € de dommages-intérêts au Conseil national des barreaux en jugeant qu'avant son arrêt du 18 décembre 2015, le service de notation « présentait un caractère trompeur en ce qu’il délivrait une information qui n’était ni loyale, ni claire ni transparente » et que « cette pratique trompeuse porte atteinte à l’intérêt collectif de la profession d’avocat défendu par le conseil national des barreaux »,.

## Contenu du site
Le site mentionne les avocats s'ils se sont inscrits sur le site et permet de les comparer et de les classer (sans les noter), selon leurs domaines de compétences, leurs expériences professionnelles, leurs situations géographiques, leurs participations au site (résolutions de problèmes sur le forum, recommandations par d’autres avocats, fiches pratiques rédigées) et leurs tarifs.
Il propose en outre des fiches pratiques et un forum.